# 机投桥街道
机投桥街道，是中华人民共和国四川省成都市武侯区下辖的一个乡镇级行政单位。

## 行政区划
机投桥街道下辖以下地区：
机投桥社区、万寿桥村、半边街村、潮音村、果堰村、机投村和白佛村。